# Gertrude Comensoli
Pour les articles homonymes, voir Comensoli et Sainte Gertrude.
Gertrude Comensoli (Bienno, 18 janvier 1847 - Bergame, 18 février 1903) est une religieuse italienne fondatrice des sœurs sacramentines de Bergame reconnue sainte par l'Église catholique.